# Нгуанамтхом
Нгуанамтхом (тайск. งั่วนำถุม [ŋûa̯ nām tʰǔm]; 1298 — 1347) — король Сукхотаи, средневекового государства в Таиланде. Он происходит из рода Пхра Руанг.
Он двоюродный брат Лертхая, своего предшественника. Нгуанамтхом вступил на трон в 1323/1324 году. Он правил до своей смерти, примерно до 1347/1348 года. После его смерти, ему наследовал Маха Таммарача I, сын Лертхая.

## Имя
Имя Нгуанамтхом встретилось на надписи Пу Кхун Чит Кхун Чот, надписи No. 45, датируемой 1392/1393 годом.
Это имя переводится как «Пятый сын Намтхом», что значит, что Нгуанамтхом был пятым сыном Бан Муанга. Нгуа (тайск. งั่ว) — архаический титул, который получает пятый сын. «Намтхом» (тайск. นำถุม) скорее всего заимствовано из севернотайского диалекта языка шанского языка. Возможно, «намтхом» — вариант слова «намтхыам» (тайск. น้ำท่วม [náːm.thûːam]), что переводится как «наводнение».
Есть несколько теорий насчёт происхождения его имени. Прасерт на Нагара, историк и сотрудник Королевского общества Таиланда, предположил, что Нгуанамтхом был потомком короля Синаонамтхома и получил имя Нгуанамтхома благодаря давнему обычаю называть ребёнка в честь предка. Если это так, то Сыанг, бабушка Нгуанамтхома по отцовской линии, могла бы быть дочкой Синаонамтхома.
Вина Ротчанарата (тайск. วีณา โรจนราธา), специалист из Департамента изобразительных искусств, считает, что Нгуанамтхом умер во время наводнения или просто утонул, потому и получил такое имя. Вина ссылается на хронику Чиннаканмалипакон, которая называет короля Сукхотаи на пали как Udakajotthata, что в переводе значит «утонувший король». «Хроника Севера» утверждает, что Нгуанамтхом спустился искупаться в реке Йом в Си-Сатчаналай, однако был унесён наводнением и более его никто не видел. По заявлению Вины, два документа подтверждают эту теорию, однако из-за путаницы в генеалогических и хронологических деталях нельзя говорить с уверенностью.
По другой теории, Нгуанамтхом родился в сезон дождей и наводнений, потому получил такое имя. Согласно Хронике Чианг Май, средний сын короля Менграй, Пхотхаонамтхыам (тайск. พ่อท้าวน้ำท่วม [pʰɔ̂ː.tʰáːw.náːm.tʰûːam], «Принц Наводнение») получил такое имя потому что родился, когда королевство переживало потоп.

## Правление
Историческая хроника Чиннаканмалипакон утверждает, что Нгуанамтхом — сын Бан Муанга, короля Сукхотаи.
Согласно надписи Пу Кхун Чит Кхун Чот, которая описывает родословную рода Пхра Руанг, Нгуанамтхом правил после Лертхая, своего двоюродного брата. После Нгуанамтхома правил Литхай, сын Лертхая. Эта версия считается наиболее вероятной, потому используется в официальной хронологии. Лертхай был сыном Рамакхамхаенга Великого, младшего брата отца Нгуанамтхома.
Согласно расчётам Королевского общества Таиланда, Нгуанамтхом вступил на престол в 1866 году буддистской эры, то есть в 1323 или 1324 году нашей эры.
После начала правления Нгуанамтхом назначил Литхая упараджой, наследником престола, и правителем Си-Сатчаналай. Согласно надписям Ват Па Мамыанг, Литхай оставался правителем Си-Сатчаналай на протяжении двадцати двух лет прежде чем уйти в монашество в 1362/1363 году. Следовательно, Литхай был назначен упараджой в 1340/1341 году.
Те же надписи сообщают, что в 1347/1348 году Литхай ворвался в царский дворец в столице Сукхотаи и «убил всех врагов». Тогда же Литхай и взошёл на трон. Исследователь Прасерт на Нагара считает, что Литхай устроил переворот и захватил трон силой.